# Ufer-Rebe
Die Wildrebe Vitis riparia, auch Uferrebe genannt, ist in den USA beheimatet. Sie hat gegenüber anderen Vitis-Arten die weiteste natürliche Verbreitung in Amerika. Daraus ergeben sich wichtige Eigenschaften, wie ihre gute Bewurzelbarkeit und Reblausfestigkeit. Selektionen aus Vitis riparia zählen zu den ersten Unterlagen zur Veredlung. Ungünstig ist ihre geringe Kalkverträglichkeit. Diese schränkt ihre Bedeutung als Unterlage ein. Aber Kreuzungen mit anderen Vitis-Arten haben eine dominierende Rolle bei den Unterlagensorten. André Michaux hat Vitis riparia Michx. 1803 erstbeschrieben.

## Verbreitung
Die Art kommt im Süden Kanadas und in den meisten Bundesstaaten der USA mit Ausnahme der südlichsten, sowohl in Gebieten mit gemäßigtem als auch mit kühlerem Klima, vor. Sie ist die am weitesten verbreitete Weinreben-Art Amerikas. Sie wächst häufig an Flussufern und bevorzugt tiefgründige, fruchtbare und feuchte Böden. Sie ist nicht auf trockenen Standorten zu finden.

## Chromosomenzahl
Die Chromosomenzahl beträgt 2n = 38.

## Ampelografische Merkmale
- Die Triebspitze ist ganz geschlossen und fast unbehaart.
- Der Wuchs ist sehr kräftig. Trieblängen von über 20 m sind keine Seltenheit. Die oberirdischen Triebe sind stärker entwickelt als das Wurzelsystem. Die Wurzeln sind fein, reich verzweigt und im Boden mehr flach verlaufend, mit geringem Tiefgang.
- Die Blätter sind groß und in etwa gleich lang wie breit. Sie haben einen langen Stiel und sind dreifach gelappt, die unteren Blätter oft fünffach. Der Blattrand ist scharf und unregelmäßig gezähnt. Die Blätter sind unbehaart, lediglich die Rippen der Blattunterseite sind manchmal leicht behaart. Die jungen Blätter bleiben in den ersten Tagen gefaltet und öffnen sich erst im Laufe der weiteren Entwicklung.
- Die Blüten sind zweihäusig. Die Trauben sind immer klein und besitzen sehr kleine runde Beeren. Der Beerensaft schmeckt scharf säuerlich, hat aber keinen Fox-Ton.

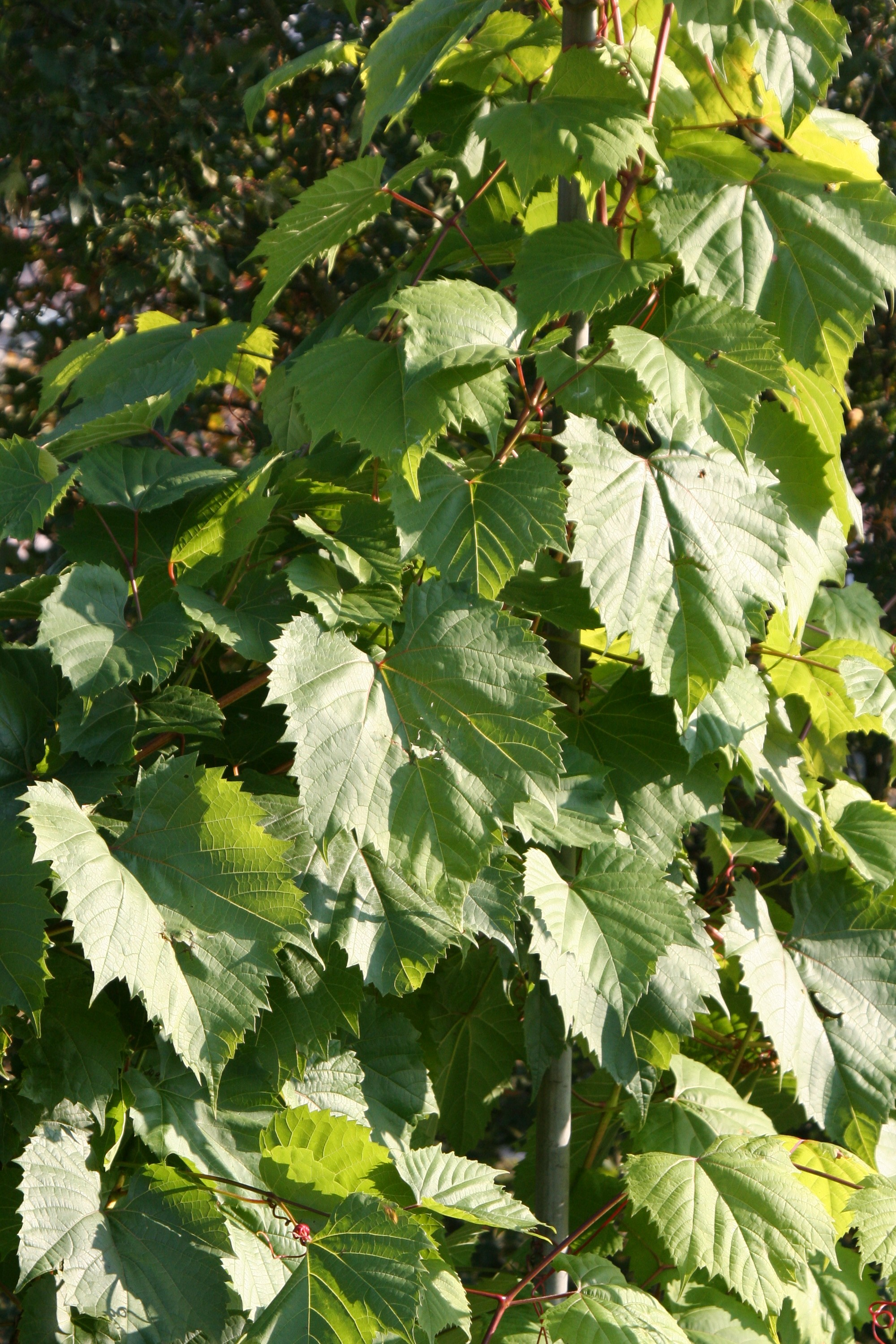
Blätter von Vitis riparia.
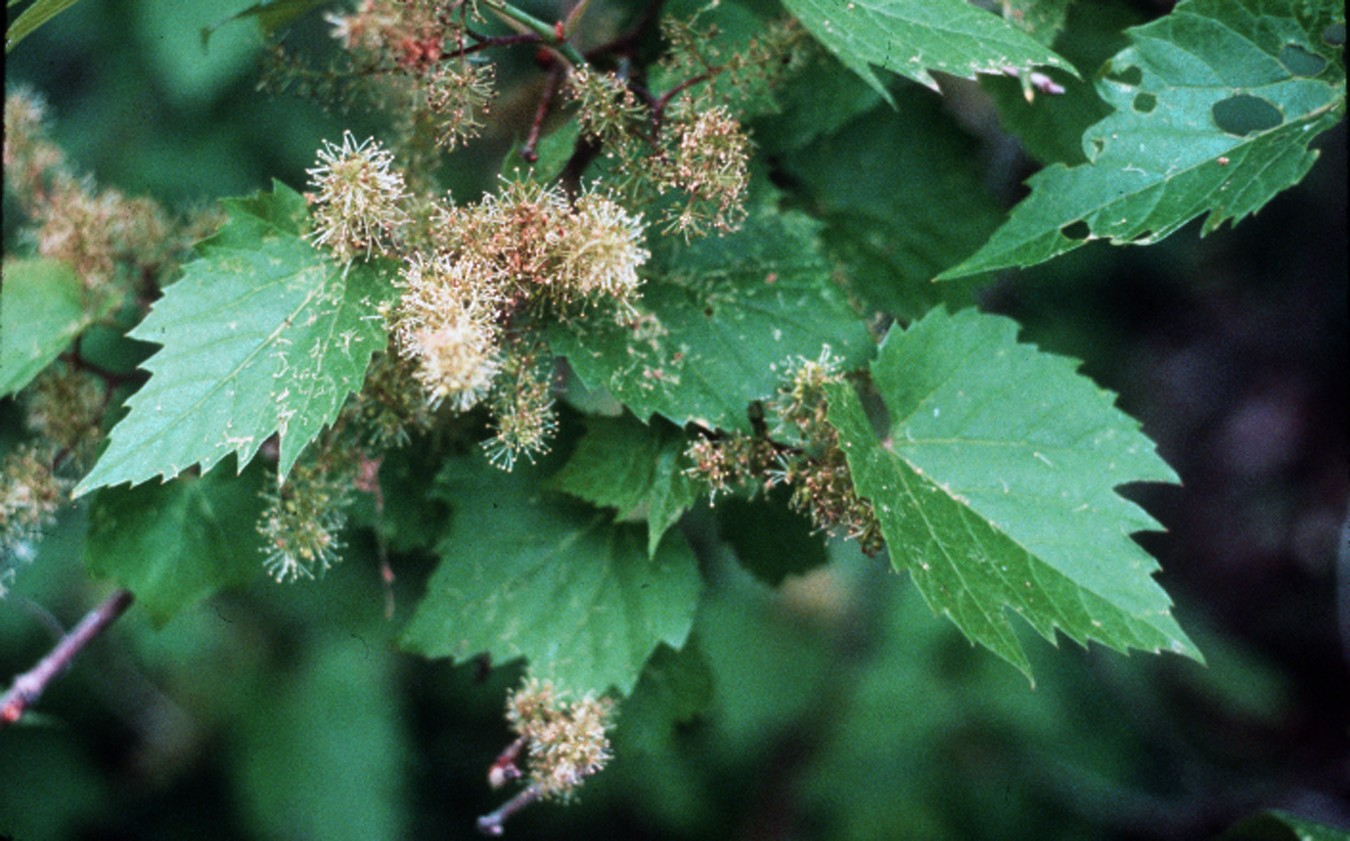
Blütenrispen von Vitis riparia.

## Eigenschaften
Hat eine gute Widerstandsfähigkeit gegen die Wurzelreblaus, gegen Echten und Falschen Mehltau, gute Frostresistenz bis unter −40 °C. Der Austrieb erfolgt früher als andere Vitis-Arten und ist daher spätfrostempfindlich. Für gute Entwicklung verlangt Vitis riparia tiefgründige, fruchtbare, kalkarme Böden mit reichlicher Nährstoffversorgung.  Auf Böden mit mehr als 15 % leicht löslichen Kalk bekommt sie Chlorose und ist daher für die meisten in Europa vorherrschenden kalkreichen Böden nicht als Unterlagsrebe geeignet. Sie bevorzugt kühlere Gebiete und ist für sehr warme und trockene Standorte nicht geeignet – geringe Trockentoleranz.

## Verwendung
Vitis riparia hat neben der Resistenz gegen die Wurzelreblaus weitere gute Eigenschaften, wie eine gute Bewurzlungsfähigkeit, gute Verwachsung mit dem Veredlungspartner und eine positive Beeinflussung der Fruchtbarkeit und der Traubenreife. Daher wird sie auch als Unterlage verwendet. Voraussetzung ist ein geringer Kalkgehalt und eine gute Nährstoff- und Wasserversorgung des Bodens. Diese Bedingungen schränken die Verwendung stark ein. Ihre wesentlich größere Bedeutung hat sie als Kreuzungspartner zur Züchtung von Unterlagensorten. Die meisten Unterlagensorten gehen auf Kreuzungen mit Vitis riparia zurück. Kreuzungspartner sind die Unterlagensorten Vitis berlandieri, Vitis rupestris und Vitis cinerea, aber auch die Rebsorte ‘Trollinger’ und andere.
- Selektionen aus Vitis riparia
  - ‘Riparia Gloire de Montpellier’ (‘Riparia Portalis’, ‘Riparia Michel’) von Viala. Ist eine der ersten reblausfesten Unterlagen. Ist eine Selektion aus Vitis riparia auf dem Gut Portalis in der Nähe von Montpellier.[2]
  - ‘Riparia Grand glabre’ (von Ravaz, 1902)
  - ‘Riparia Geisenheim 1’

- Hybride mit Vitis riparia

Die Unterlage Kober 5 BB ist eine der ersten Unterlagen Hybride, die weltweite Bedeutung erlangt hat.
| Name                                          | Abstammung                                                                |
| --------------------------------------------- | ------------------------------------------------------------------------- |
| Hybride aus Vitis berlandieri × Vitis riparia |                                                                           |
| Kober 5 BB                                    | Vitis riparia × Vitis berlandieri                                         |
| Kober 125 AA                                  | Vitis riparia × Vitis berlandieri                                         |
| Selektion Oppenheim 4 (‘SO4’)                 | Vitis riparia × Vitis berlandieri                                         |
| Binova                                        | Selektion aus (Vitis riparia × Vitis berlandieri 'Selektion Oppenheim 4') |
| Teleki 5 C                                    | Vitis riparia × Vitis berlandieri                                         |
| Teleki 8 B                                    | Vitis riparia × Vitis berlandieri                                         |
| 161-49 Couderc                                | Vitis riparia × Vitis berlandieri                                         |
| Hybride aus Vitis riparia × Vitis cinerea     |                                                                           |
| Börner                                        | Vitis riparia 183 Geisenheim × Vitis cinerea Arnold                       |
| Hybride aus Vitis riparia × Vitis rupestris   |                                                                           |
| 3309 Couderc                                  | Vitis riparia × Vitis rupestris                                           |
| 101-14 Millardet et de Grasset                | Vitis riparia × Vitis rupestris                                           |

Die Weinherstellung von Trauben der Vitis riparia hat keine wirtschaftliche Bedeutung.

## Synonyme
- Es existieren etwa 45 Synonyme, darunter: Bernuda Vine, Frost Grape, June Grape, Maple Leaved Canadian Grape, Mignonette Vine, River Grape, Riverside Grape, Scewnted Grape, Vigne de Battures u. a.